# Heteromysoides cotti
Heteromysoides cotti är en kräftdjursart som först beskrevs av William Thomas Calman 1932.  Heteromysoides cotti ingår i släktet Heteromysoides och familjen Mysidae. Inga underarter finns listade i Catalogue of Life.